# Changed (песня)
| Оценки критиков  | Оценки критиков |
| Источник         | Оценка          |
| ---------------- | --------------- |
| Taste of Country | [ 1 ]           |
| Roughstock       | (favorable)     |
| Country Universe | (B)             |

«Changed» — песня американской кантри-группы Rascal Flatts, вышедшая в качестве третьего сингла с их 8-го студийного альбома Changed. Релиз прошёл 17 декабря 2012 года. 17 декабря 2012 года песня вышла на радио AC и 22 января 2013 года на Christian AC.

## История
Песня получила положительные отзывы музыкальной критики, например от Taste of Country, Roughstock, Country Universe.
Песня «Changed» дебютировала на 52-й позиции в чарте Billboard Country Airplay 5 января 2013 года.

## Музыкальное видео
Режиссёром «живого» видеоклипа стал Shaun Silva, а премьера прошла в ноябре 2012 года. Режиссёром официального видеоклипа стал Carl Diebold, премьера прошла в апреле 2013 года. В этом клипе снялся Chip Esten.

## Позиции в чартах

### Еженедельные чарты
| Чарт (2012—13)                                   | Наивысшая позиция |
| ------------------------------------------------ | ----------------- |
| Канада (Billboard Canadian Hot 100)              | 54                |
| Канада (Billboard Country)                       | 43                |
| США (Billboard Hot 100)                          | 73                |
| США Christian Songs (Billboard)                  | 21                |
| США Hot Christian Adult Contemporary (Billboard) | 23                |
| США (Billboard Country Airplay)                  | 20                |
| США (Billboard Hot Country Songs)                | 25                |

### Годовые итоговые чарты
| Чарт (2013)                      | Позиция |
| -------------------------------- | ------- |
| СШАCountry Airplay (Billboard)   | 89      |
| СШАHot Country Songs (Billboard) | 75      |

## Сертификация
| Регион | Сертификация | Продажи |
| --- | ------------ | ------- |
| США (RIAA) | Золотой      | 500 000 |
| * Данные о продажах приведены только на основе сертификации. ^ Данные о тиражах приведены только на основе сертификации. |              |         |